# The New Klondike
The New Klondike is een Amerikaanse filmkomedie uit 1926 onder regie van Lewis Milestone.

## Verhaal
Thomas Kelly gaat honkbal spelen in Florida, maar hij wordt al gauw de laan uitgestuurd door Joe Cooley, de jaloerse eigenaar van zijn ploeg. Kelly gaat dan maar werken als makelaar. Zijn ex-ploegmaats investeren in de firma. Cooley is echter nog steeds jaloers op de populariteit van Kelly en samen met de corrupte makelaar Morgan West verkoopt hij Kelly en de investeerders een waardeloos stuk moerasland. Kelly raakt zijn geld kwijt, maar hij kan de verliezen recupereren. Uiteindelijk verdient hij een fortuin en wordt zelf de bestuurder van de honkbalploeg in plaats van Cooley.

## Rolverdeling
| Acteur            | Personage          |
| ----------------- | ------------------ |
| Thomas Meighan    | Tom Kelly          |
| Lila Lee          | Evelyn Lane        |
| Paul Kelly        | Bing Allen         |
| Hallie Manning    | Flamingo Applegate |
| Robert W. Craig   | Morgan West        |
| George De Carlton | Owen               |
| Jack W. Johnston  | Joe Cooley         |
| Brenda Lane       | Bird Dog           |
| Tefft Johnson     | Kolonel Dwyer      |
| Danny Hayes       | Spieler            |